# Albert Abraham Michelson
Albert Abraham Michelson (Strzelno, 19 dicembre 1852 – Pasadena, 9 maggio 1931) è stato un fisico statunitense.
È conosciuto principalmente per il fondamentale esperimento sul vento d'etere, oltre che per i lavori sulla velocità della luce.

## Vita
Nacque in una famiglia di origini ebraiche, figlio di Samuel Michelson e Rozalia Przylubski. Lasciò la nativa Prussia (nel territorio dell'attuale Polonia) con i genitori nel 1855. Visse prima a New York, poi a Virginia City e quindi a San Francisco, dove la famiglia prosperò come mercanti.
A 17 anni entrò gratuitamente grazie all'interessamento del presidente Ulysses Grant nell'Accademia Navale degli Stati Uniti di Annapolis, nel Maryland, dove apprese meglio sia la scienza che l'arte del mare. Diventò ufficiale nel 1873 e prestò servizio come istruttore scientifico all'Accademia dal 1875 al 1879. Si interessò fin da quegli anni al problema di determinare la velocità della luce. Dopo due anni di studio in Europa, si dimise dalla Marina nel 1881. Nel 1883 accettò la posizione di professore di fisica alla Case School of Applied Science di Cleveland e si dedicò alla progettazione di un migliore interferometro.
Nel 1892 Michelson, dopo essere stato professore di fisica alla Clark University di Worcester, Massachusetts, dal 1889, fu docente a capo del dipartimento di fisica della nuova Università di Chicago, restò in questa carica fino al suo ritiro nel 1929. Nel 1907 divenne il primo statunitense a vincere il premio Nobel per la fisica. Dal 1923 al 1927 fu presidente dell'Accademia Nazionale delle Scienze.
Morì il 9 maggio 1931 a Pasadena, in California.

## La velocità della luce

### Prime misurazioni
Fin dal 1877, mentre era ancora un ufficiale della Marina USA, Michelson iniziò a studiare un miglioramento del metodo di misura della velocità della luce basato sugli specchi rotanti, inventato da Léon Foucault, utilizzando strumentazione ottica migliore e dimensioni maggiori. Eseguì alcune misurazioni preliminari con attrezzature in gran parte improvvisate nel 1878, periodo in cui il suo lavoro suscitò l'attenzione di Simon Newcomb, direttore del Nautical Almanac Office, il quale era già molto avanti nei suoi progetti di misurazione. Michelson pubblicò il suo risultato di 299.910±50 km/s nel 1879 prima di unirsi a Newcomb, a Washington. Iniziò così tra i due una lunga collaborazione professionale e una amicizia.
Newcomb, con il suo progetto più adeguatamente fornito di fondi, ottenne un valore di 299.860±30 km/s, proprio al limite dell'intervallo proposto da Michelson. Michelson continuò ad affinare il suo metodo e nel 1883 pubblicò una misurazione di 299.853±60 km/s, decisamente più vicina a quella del suo mentore.

### Il monte Wilson, 1926
Nel 1906, un nuovo metodo elettrico fu usato da E. B. Rosa e N. E. Dorsey del National Bureau of Standards, che ottennero un valore della velocità della luce di 299,781±10 km/s. Sebbene, come mostrato in seguito, questo risultato fosse fortemente influenzato dall'alta incertezza delle caratteristiche del materiale elettrico del tempo, tale misura sembra aver iniziato una tendenza a valori misurati piuttosto bassi.
Dal 1920 Michelson iniziò a pianificare una misurazione definitiva dall'osservatorio di Monte Wilson, usando una linea di misura fino alla Lookout Mountain, una cima rilevante nella cresta meridionale del monte San Antonio (Old Baldy), distante circa 22 miglia.
Nel 1922, il Coast and Geodetic Survey iniziò due anni di laboriose misurazioni della linea di terra usando i nastri di acciaio invar, scoperti da poco. Con la lunghezza della linea di terra determinata nel 1924, le misurazioni furono compiute nei seguenti due anni, ottenendo il valore pubblicato di 299.796±4 km/s.
Questa famosa misurazione fu afflitta da diversi problemi, non ultimo dei quali la foschia creata dal fumo degli incendi nella foresta, che rese sfocata l'immagine dello specchio. È anche probabile che il lavoro eroico del Geodetic Survey, con un errore stimato in meno di una parte per milione, fosse compromesso da uno spostamento dei punti di riferimento dovuto al terremoto di Santa Barbara, in California, del 29 giugno 1925 (di una stimata magnitudo 6.3 della scala Richter).

### Michelson, Pease & Pearson, 1932
Il periodo dopo il 1927 segnò nuove misurazioni della velocità della luce mediante nuovi dispositivi elettro-ottici, tutte sostanzialmente inferiori al valore di Michelson del 1926.
Michelson si impegnò in un'altra misurazione ma questa volta in un tubo a vuoto per evitare le difficoltà di interpretare immagini influenzate dagli effetti dell'atmosfera. Nel 1930 iniziò una collaborazione con Francis G. Pease e Fred Pearson per compiere una misurazione in un tubo di 1,6 km a Pasadena, in California. Michelson morì quando erano state completate solo 36 delle 233 serie di misurazioni e in seguito l'esperimento fu ostacolato dall'instabilità geologica e da problemi di condensazione; si giunse infine al valore di 299.774±11 km/s, coerente con i valori elettro-ottici prevalenti, che fu pubblicato postumo nel 1935.

## Interferometria
Nel 1887 collaborò con il collega Edward Williams Morley della Western Reserve University, ora parte della Case Western Reserve University, nell'esperimento di Michelson-Morley. Con tale esperimento si doveva provare il movimento atteso della Terra rispetto all'etere, ipotetico mezzo di propagazione della luce, ma il risultato fu nullo. Sorpreso, Michelson ripeté l'esperimento nel corso degli anni successivi, ottenendo una precisione sempre maggiore ma senza mai riuscire a rilevare l'esistenza dell'etere. I risultati di Michelson-Morley furono molto influenti nella comunità dei fisici, al punto da indurre Hendrik Lorentz allo sviluppo delle sue equazioni sulla contrazione delle lunghezze per giustificare il risultato nullo.
Ci furono alcune polemiche sul fatto se Albert Einstein fosse a conoscenza dei risultati ottenuti da Michelson-Morley quando sviluppò la sua teoria della relatività speciale e se l'esperimento potesse averlo influenzato. In una successiva intervista  Einstein disse che non era conscio se l'esperimento avesse esercitato su di lui una influenza diretta, ma che in ogni caso lo avrebbe sicuramente accettato per vero. Quello di Michelson è oggi considerato l'esperimento canonico di riferimento per dimostrare la mancanza di un etere rilevabile.

## Riconoscimenti
Nel 1907 gli fu assegnata la Medaglia Copley. Nello stesso anno vinse il premio Nobel per la fisica.
Gli è stato dedicato un asteroide, 27758 Michelson .

## Opere

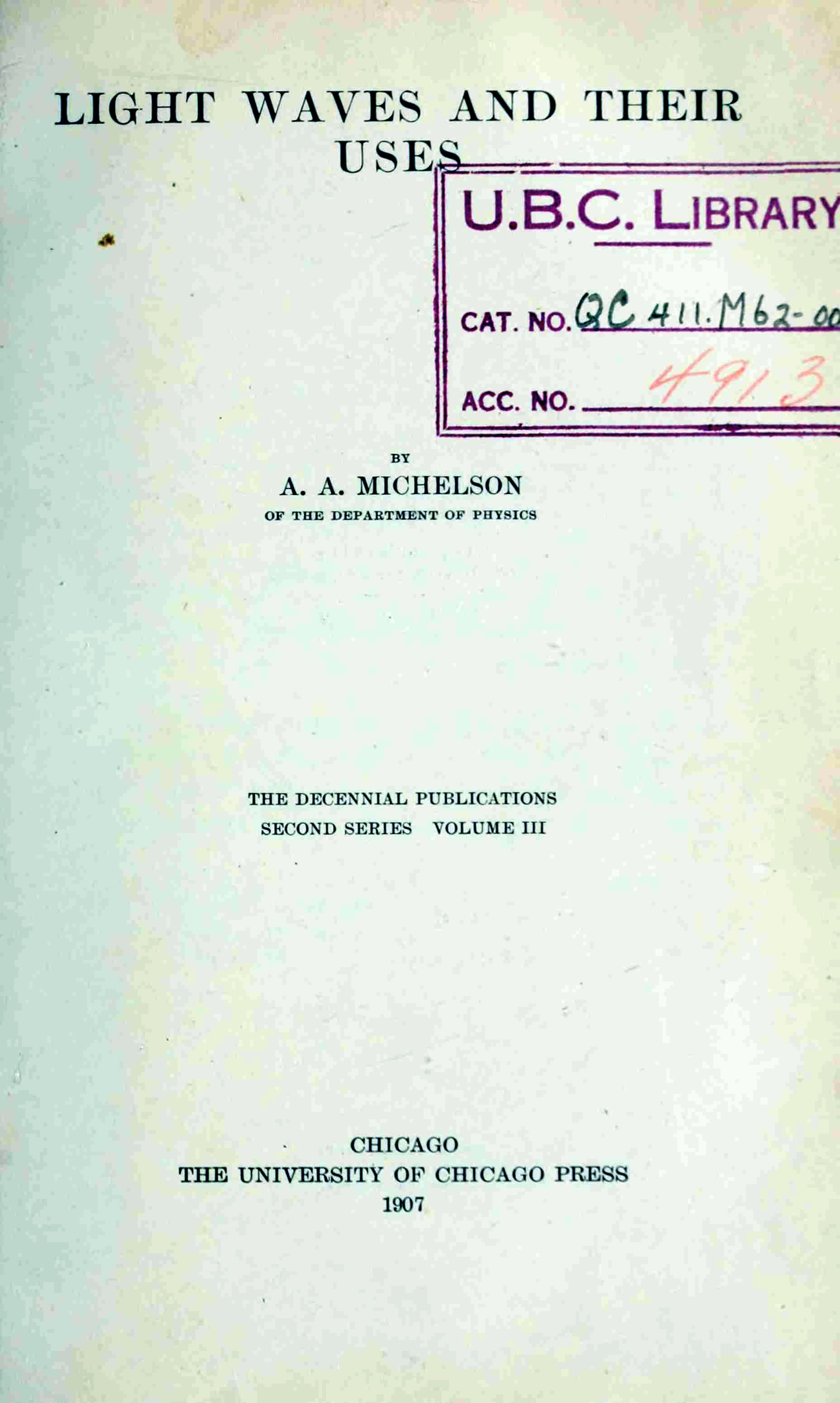
Light waves and their uses, 1907

- (EN) Light waves and their uses, Chicago, University Press, 1907.